# Stazione di Rocchetta Cairo
La stazione di Rocchetta Cairo è una fermata ferroviaria posta lungo la linea Alessandria-San Giuseppe di Cairo, al servizio di Rocchetta Cairo, frazione di Cairo Montenotte.
La stazione è dotata di una piccola pensilina che funge da sala d'attesa, di due obliteratrici per i biglietti, dei consueti quadri con gli orari dei treni in arrivo e in partenza, di alcuni cestini per i rifiuti e sono attivi gli annunci sonori per arrivi e partenza treni.
Non è dotata di alcuna biglietteria né a sportello né automatica; la stazione è servita da un solo binario di transito mentre quello utilizzato per le precedenze, del quale è ancora visibile il tracciato, è stato smantellato a fine anni '70 del XX secolo
È inclusa nella categoria bronze.

## Movimento
La stazione è servita, nel 2024, in media, giornalmente da 17 treni regionali operati da Trenitalia nell'ambito del contratto di servizio stipulato con la Regione Liguria.
I treni che fermano a Rocchetta hanno destinazione:
- Savona
- Alessandria
- Acqui Terme

## Servizi
La stazione offre i seguenti servizi:
- Sala d'attesa
- Annunci sonori per arrivi e partenze treni